# The Unforgiving
The Unforgiving e петият студиен албум на холандската рок група Within Temptation. Предстои да бъде издаден на 25 март 2011 в Холандия, на 28 март 2011 във Великобритания и на 29 март 2011 в САЩ. Албумът ще бъде концептуален, базиран на комикс, написан от Стивън О'Конъл (BloodRayne, Dark 48) и илюстриран от художника Romano Molenaar (Witchblade, Darkness и X-Men).
Всяка песен от албума е писана по описанията на Стивън, като героите в песните отразяват главните действащи лица в комиксовата сага. В интервю китаристът Робърт Уестърхолт споделя, че новият албум е различен от предишната им творба, The Heart of Everything. Групата търси вдъхновение от метъл, рок и поп хитове от 80-те и началото на 90-те години. Вокалистката Шарън ден Адел разкрива, че албумът съдържа най-тежките рифове, които някога са имали, китарни сола, както и много запомнящи се мелодии. Въпреки по-ранни изявления на групата, за The Unforgiving е използван симфоничен оркестър.
На 13 декември 2010, Within Temptation обявяват първата песен от албума – Where is the Edge, издадена на 15 декември 2010, заедно с видео към филма Me & Mr Jones. Първият официален сингъл от албума Faster е издаден на 21 януари 2011. Видеото към песента ще бъде пуснато на 31 януари 2011.

## Песни

### CD
1. Why Not Me
2. Shot In The Dark*
3. In The Middle Of The Night
4. Faster* – 4:24
5. Fire And Ice
6. Iron
7. Where Is The Edge – 4:02
8. Sinéad*
9. Lost
10. Murder
11. A Demon’s Fate
12. Stairway To The Skies

### DVD
1. Faster кратък филм и музикален клип
2. Sinéad кратък филм и музикален клип
3. Shot In The Dark кратък филм и музикален клип
4. Where Is The Edge видео
5. Utopia (с участието на Chris Jones) видео
6. Правенето на... The Unforgiving част 1, 2 и 3
7. The Unforgiving: The Prequel фото галерия

## Сингли
- Faster
- Shot In The Dark
- Sinéad